# 上萬一家
上萬一家（じょうまんいっか）は東京都江戸川区に本拠を置く日本の博徒系暴力団で、指定暴力団・松葉会の2次団体。

## 略歴
清水次郎長と呑み分けの兄弟分でもあった「四ツ目ノ上萬」こと藤江萬吉が幕末期に結成。菩提寺は本所の柳島妙見。

## 歴代総長
- 初代 - 藤江萬吉
- 二代目 - 藤江萬次郎
- 三代目 - 石井亀吉
- 四代目 - 高田宇吉
- 五代目 - 藤田卯一郎（松葉会初代会長）
- 六代目 - 田山芳徳
- 七代目 - 佐ヶ野一明
- 八代目 - 萩原元
- 九代目 - 河基真治